# Jabłonna (Powiat Legionowski)
Jabłonna ist ein Dorf sowie Sitz der gleichnamigen Landgemeinde im Powiat Legionowski der Woiwodschaft Masowien, Polen.

## Gemeinde
Zur Landgemeinde Jabłonna gehören folgende Ortschaften mit einem Schulzenamt:
Boża Wola
Chotomów
Dąbrowa Chotomowska
Jabłonna
Janówek Drugi
Rajszew
Skierdy
Suchocin
Trzciany
Wólka Górska
Weitere Orte der Gemeinde sind Bagno, Bukowiec, Rajszew (gajówka) und Skierdy (gajówka).

## Verkehr
Jabłonna selbst war einst Endpunkt der Schmalspurbahn Warszawa–Jabłonna. Der Ortsteil Chotomów hat einen Haltepunkt an der Bahnstrecke Warszawa–Gdańsk.